# Peribaea pulla
Peribaea pulla là một loài ruồi trong họ Tachinidae.